# 哈利勒·阿克卡什
哈利勒·阿克卡什（1983年7月1日—）是一名土耳其运动员，出生于屈塔希亚。

## 生涯
2005年他参加伊兹密尔大运会，获男子3000米障碍赛冠军。他又在此后的曼谷大运会和贝尔格莱德夏季大运会中分别斩获5000米冠军，而前次比赛也获得3000米障碍的冠军，而后次比赛却因不敌摩尔多瓦选手扬·卢基亚诺夫位居第二。
2006又在哥德堡欧洲田径锦标赛中获5000米决赛第四名，而在随后的2007年欧洲室内田径锦标赛中，他在3000米项目中再获第四。2006年莫斯科的世界室内田径锦标赛中，他完成了1500米的比赛，并取得第四名，而在次年大阪的世界田径锦标赛中，他参加了3000米障碍赛并名列第七。哈利勒曾在2008年代表土耳其参加北京奥运会3000米障碍赛，被分在第三小组，在预赛时被淘汰出局。
此外，他还是是土耳其俱乐部Fenerbahçe S.K.的成员。

## 外部連結
- 哈利勒·阿克卡什在的頁面
- Interview with Halil Akkaş
- Interview with Halil Akkaş